# Hans Wachter (Bildhauer)
Hans Wachter (* 4. April 1931 in Rauns bei Waltenhofen; † 12. November 2005 in Kempten) war ein deutscher Bildhauer.

## Leben
Hans Wachter machte nach der Lehre als Holzbildhauer in Kempten eine Weiterbildung zum Steinbildhauer in der Schweiz. Es folgte von 1954 bis 1961 ein Studium als Meisterschüler bei Josef Henselmann an der Akademie der Bildenden Künste in München. Danach übernahm Wachter im Jahr 1961 die Werkstatt seines Lehrmeisters Josef Mayr und arbeitete mehr als vier Jahrzehnte als freischaffender Künstler in Kempten.
Wachters bevorzugte Materialien waren Holz und Stein, insbesondere Muschelkalk, Beton, dazu Kupferblech und Bronze. Seine Themen sind der christlich-jüdischen Tradition entnommen. Viele Werke Wachters sind in Sakralbauten zu sehen. Er gestaltete auch ganze Kirchengebäude, viele Brunnen, öffentliche Plätze, Denk- und Grabmale. Die bedeutendsten Werke Wachters befinden sich im süddeutschen Raum und in Berlin, aber auch in Frankfurt am Main und in Belmont in Kalifornien/USA. Für den Standort am Hafenmarkt in Dillingen an der Donau schuf er einen Brunnen zu Ehren des dort geborenen U-Boot-Erfinders Wilhelm Bauer.
Hans Wachter starb im Alter von 74 Jahren in Kempten; sein Grab befindet sich auf dem dortigen Zentralfriedhof.

## Ehrungen
Im Jahr 2016 erhielt der Platz bei der Sing- und Musikschule (sms) in Kempten, auf dem bereits sein Entenbrunnen steht, den Namen „Hans-Wachter-Platz“.

## Preise und Erfolge in Wettbewerben (Auswahl)
- 1962: Kunstpreis der Stadt Kempten für das Bronzeporträt „Die Braut“[1]
- 1962: Gewinner des Wettbewerbs für das Sparkassenhaus (mit König David)

## Werke (Auswahl)

### Außerhalb von Bayerisch-Schwaben
- Friedland-Gedächtnisstätte, Friedland (Niedersachsen) (1967/68 – künstlerische Gestaltung)[3]
- Bayernglocke in der Dormitio-Abtei auf dem Berg Zion, Jerusalem, Israel (1972)
- Zu den Heiligen Märtyrern von Afrika, Berlin (1976–1993)
- Kreuzweg und Antonius von Padua (Bronzestatue)[4] in Mater Dolorosa Berlin-Lankwitz (1981–1997)
- Taufbecken der St. Hedwigs-Kathedrale, Berlin (1977/1978, 1982/1983)[5]
- Klosterkirche St. Benedikt, Benediktbeuern (1967, 1973)

### In Bayerisch-Schwaben
- Kaufhaus-Brunnen, Augsburg (1973)[6]
- St. Verena, Fischen im Allgäu (1975–1994)
- Volksaltar in St. Michael, Sonthofen (1984)
- Martinsbrunnen, Waltenhofen (2002)
- Metallkreuz vor der evangelischen Kirche, Waltenhofen (2004)

### Kempten
- Ausstattung der Klinikkapelle des ehemaligen Kreiskrankenhauses, Kempten (1971): Altar, Sakramentssäule, frei hängendes Kruzifix über dem Altar, Bronzerelief an der Emporenbrüstung, Apostelleuchter aus Muschelkalk, 15 Kreuzwegstationen auf Bronzetafeln[7]
- St. Ulrich, Kempten (1965–1982)
- Pfarrkirche St. Lorenz, Kempten (1966–1988)
- Flötespielender Pan, Hildegardis-Gymnasium, Kempten (1963)
- St. Hedwig, Kempten (1987–1992)
- Marienbrunnen vor der Seelenkapelle, Kempten
- Berliner Meilenstein am Berliner Platz, Kempten
- Albert-Wehr-Brunnen am Zumsteinhaus, Kempten[3]
- August-Fischer-Brunnen in der Fußgängerzone (Fischerstraße), Kempten[3]
- Taubenbrunnen an der Wittelsbacherschule, Kempten[3]
- Brunnen (ohne Namen) auf dem Sigmund-Ullmann-Platz (Müßiggengelzunfthaus), Kempten[3]
- Entenbrunnen vor der Sing- und Musikschule, Kempten[3]
- Klostertorsäule an der Grenze zwischen Reichs- und Stiftsstadt, Kempten (2003)[3]
- Figur „König David“ im Zumsteingarten, Kempten (1962)

### Galerie

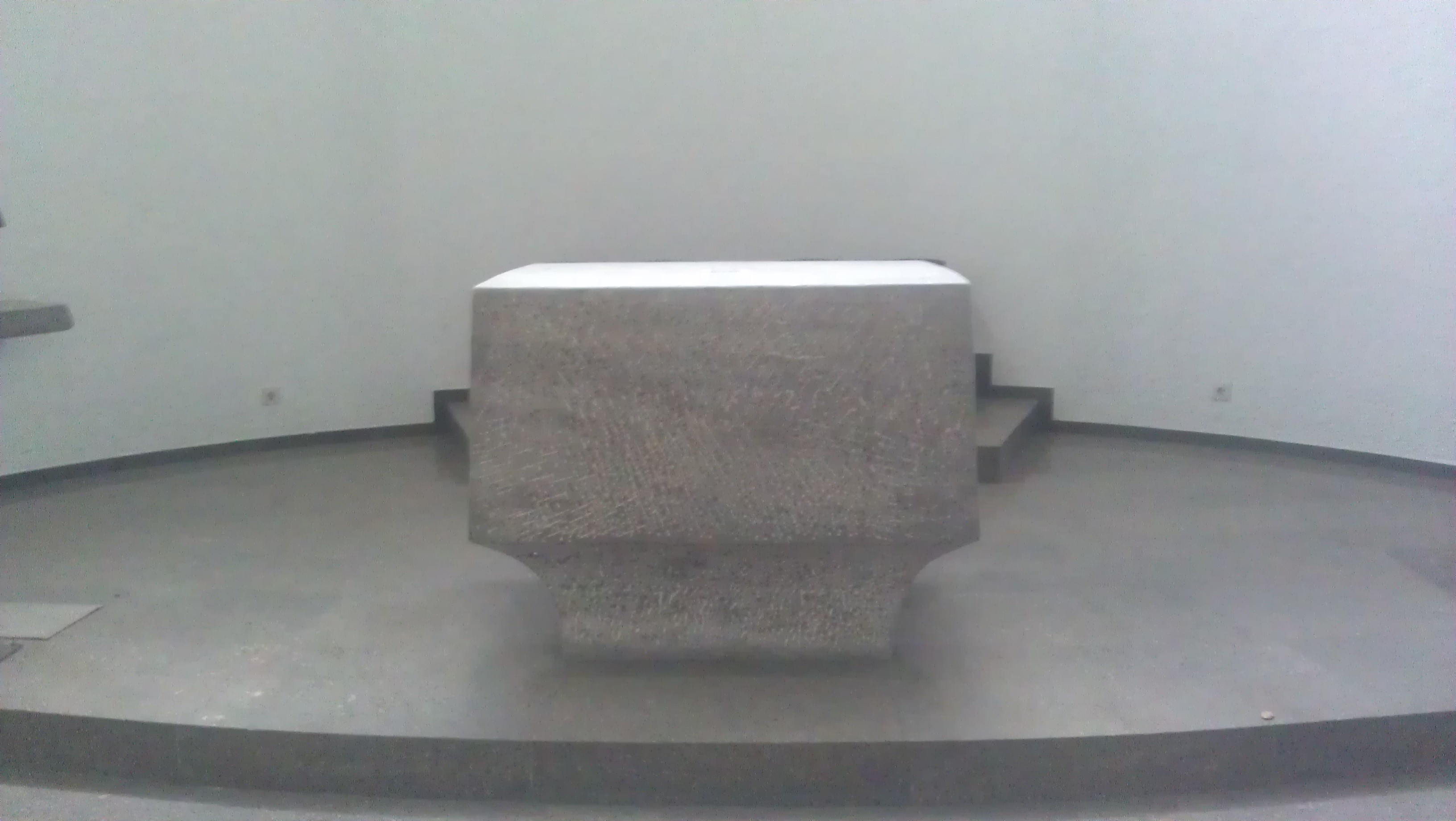
Altarblock aus Muschelkalk in der Klinikkapelle Kempten
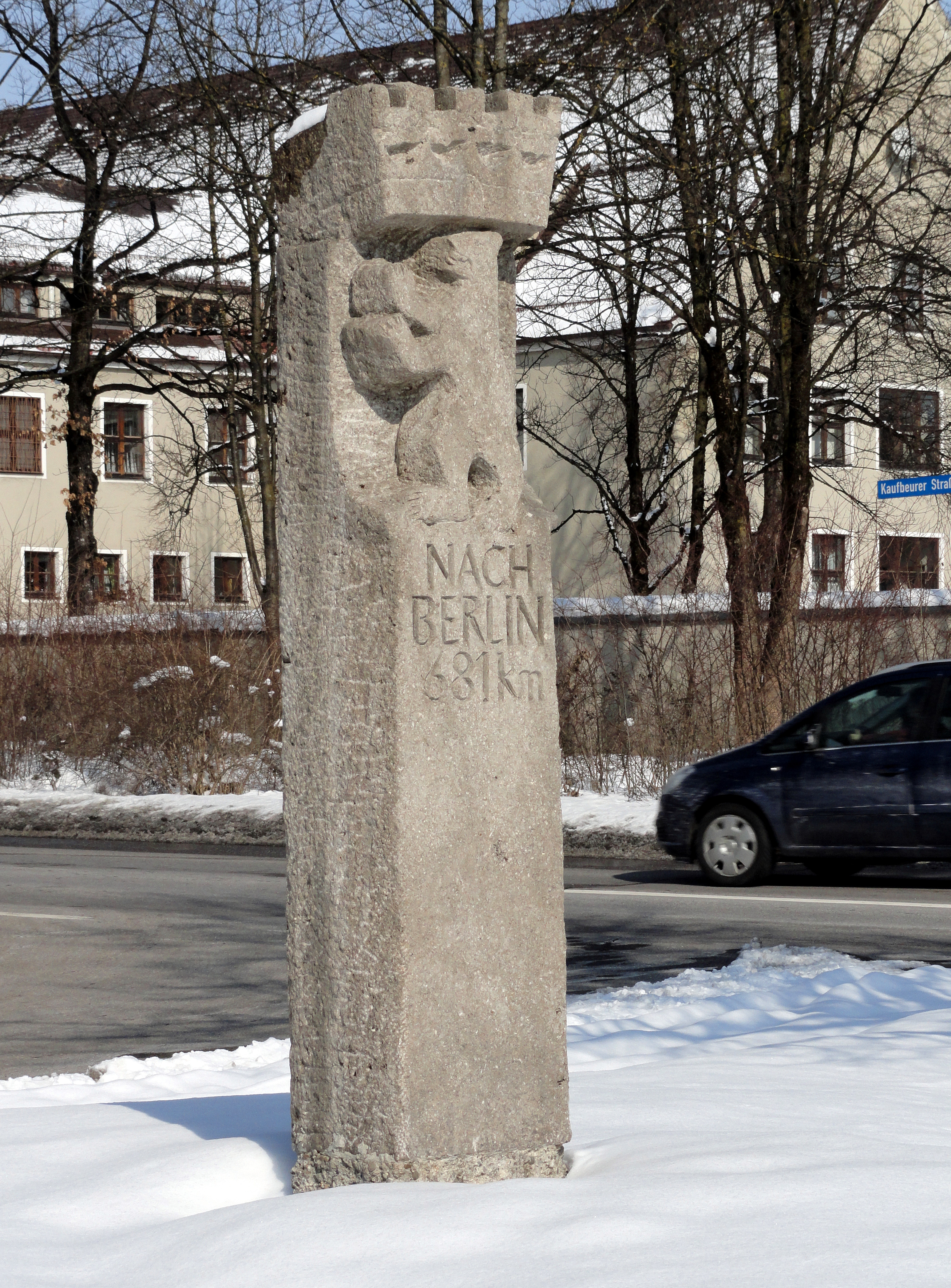
Berliner Meilenstein am Berliner Platz in Kempten
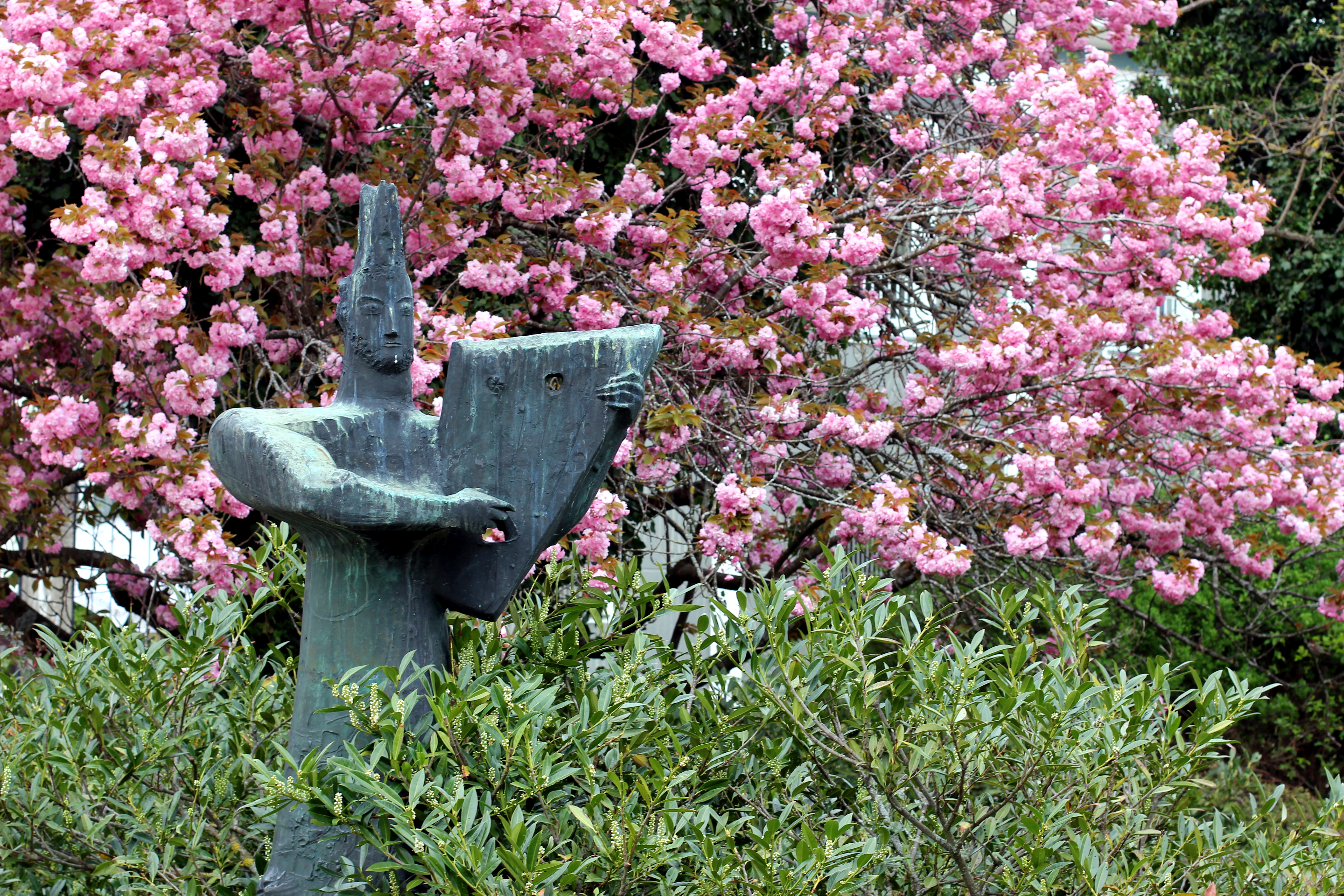
König David im Zumsteingarten in Kempten
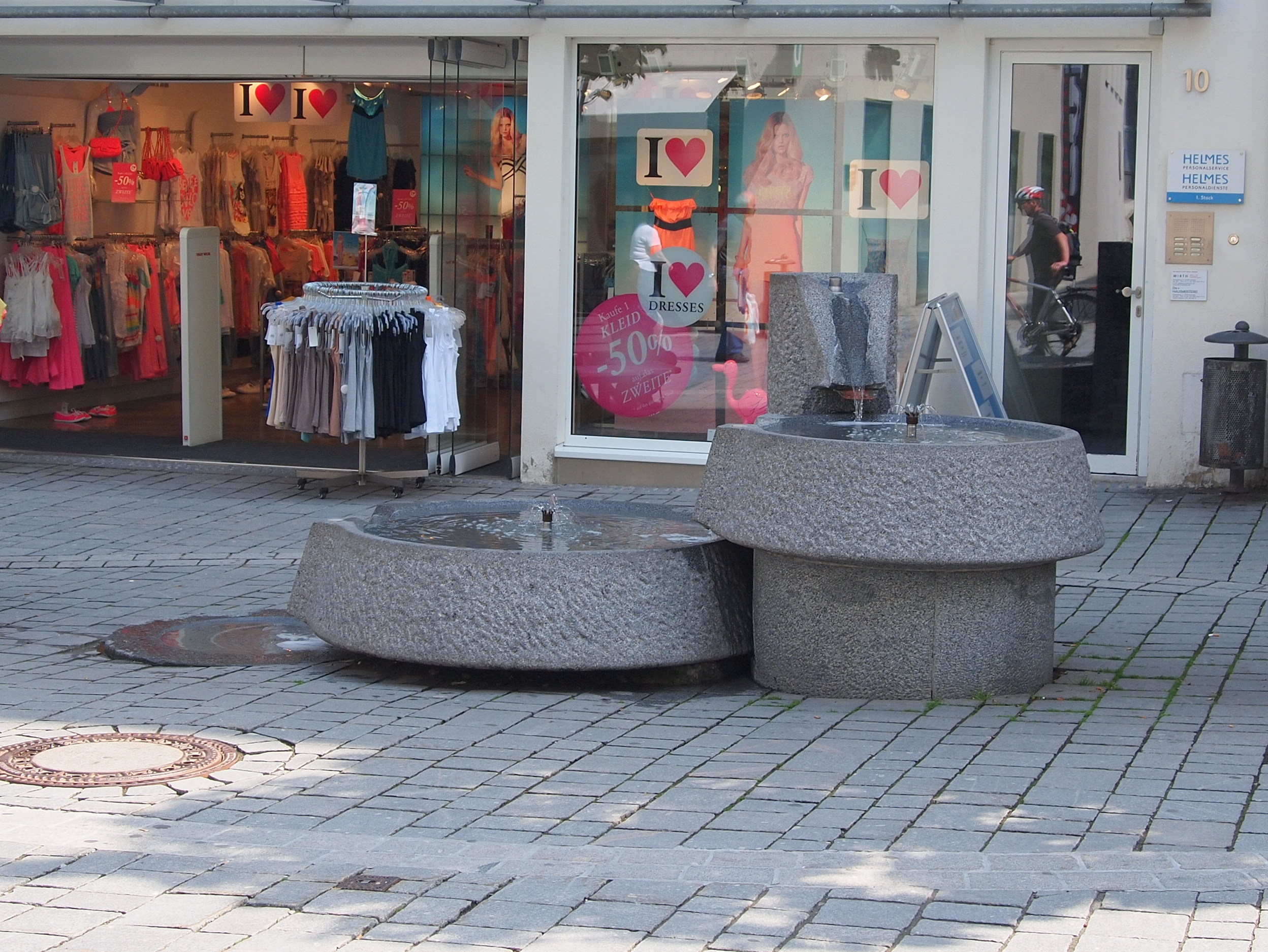
August-Fischer-Brunnen in Kempten
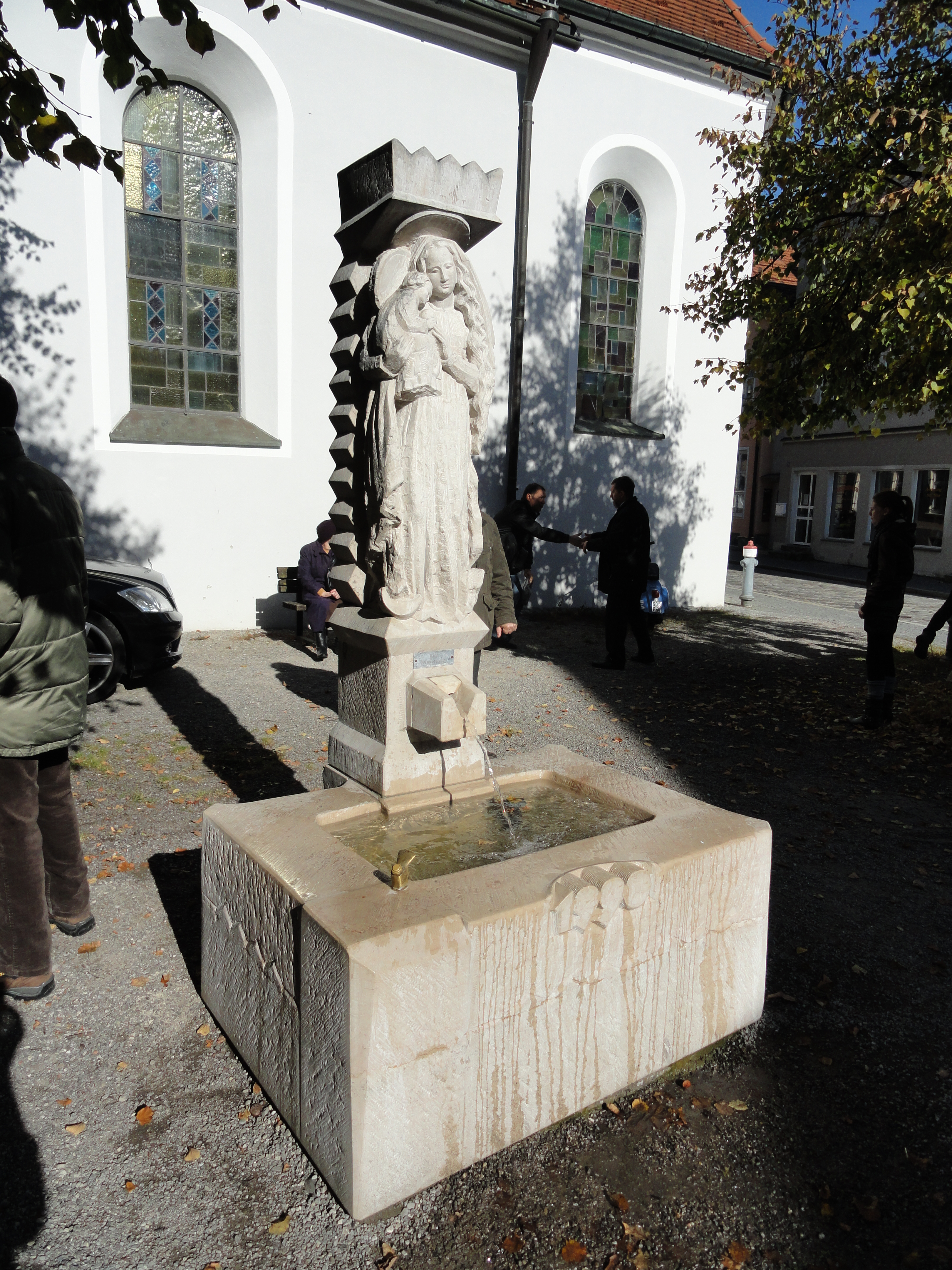
Brunnen vor der Seelenkapelle in Kempten
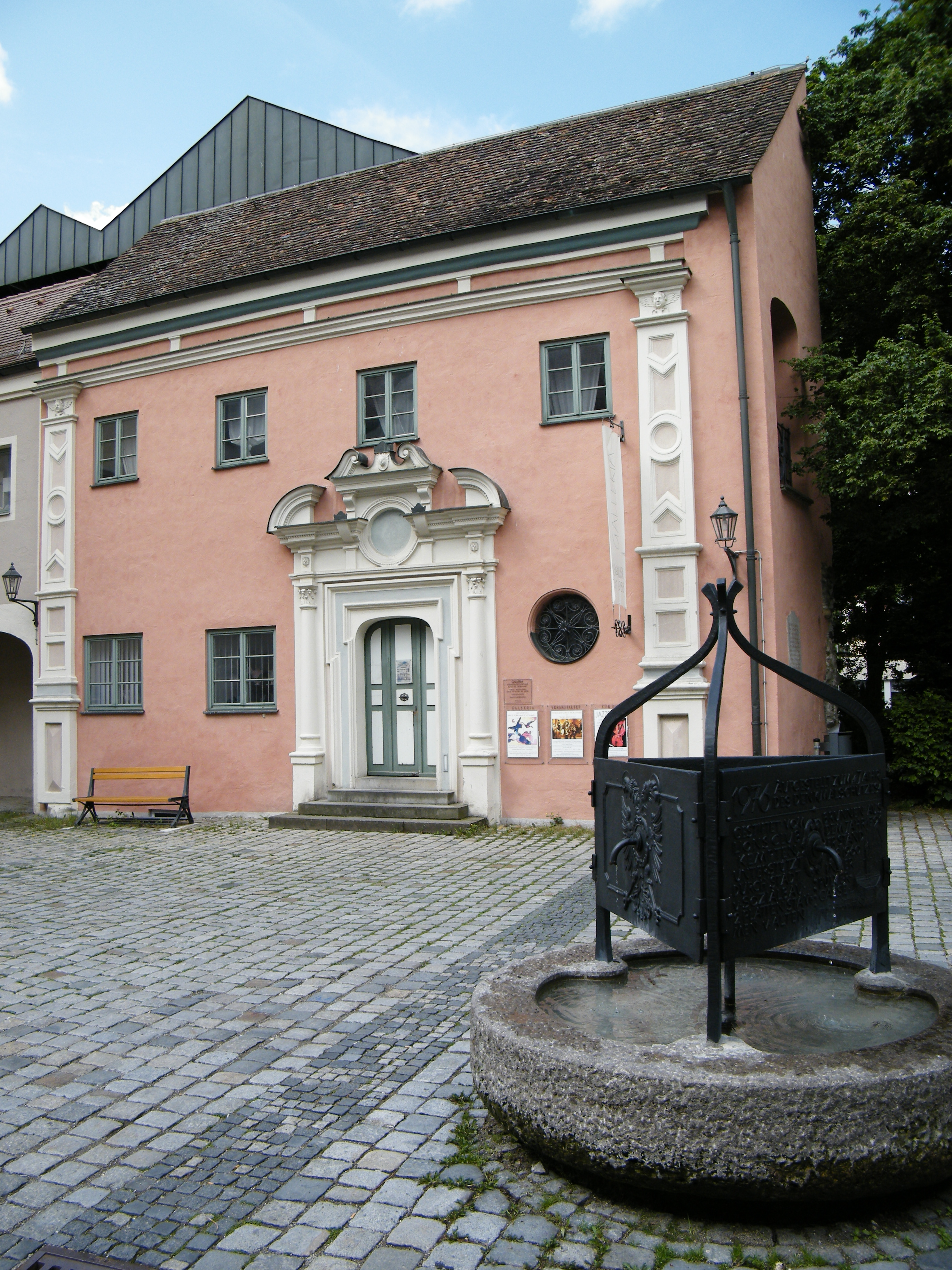
Brunnen am Sigmund-Ullmann-Platz in Kempten
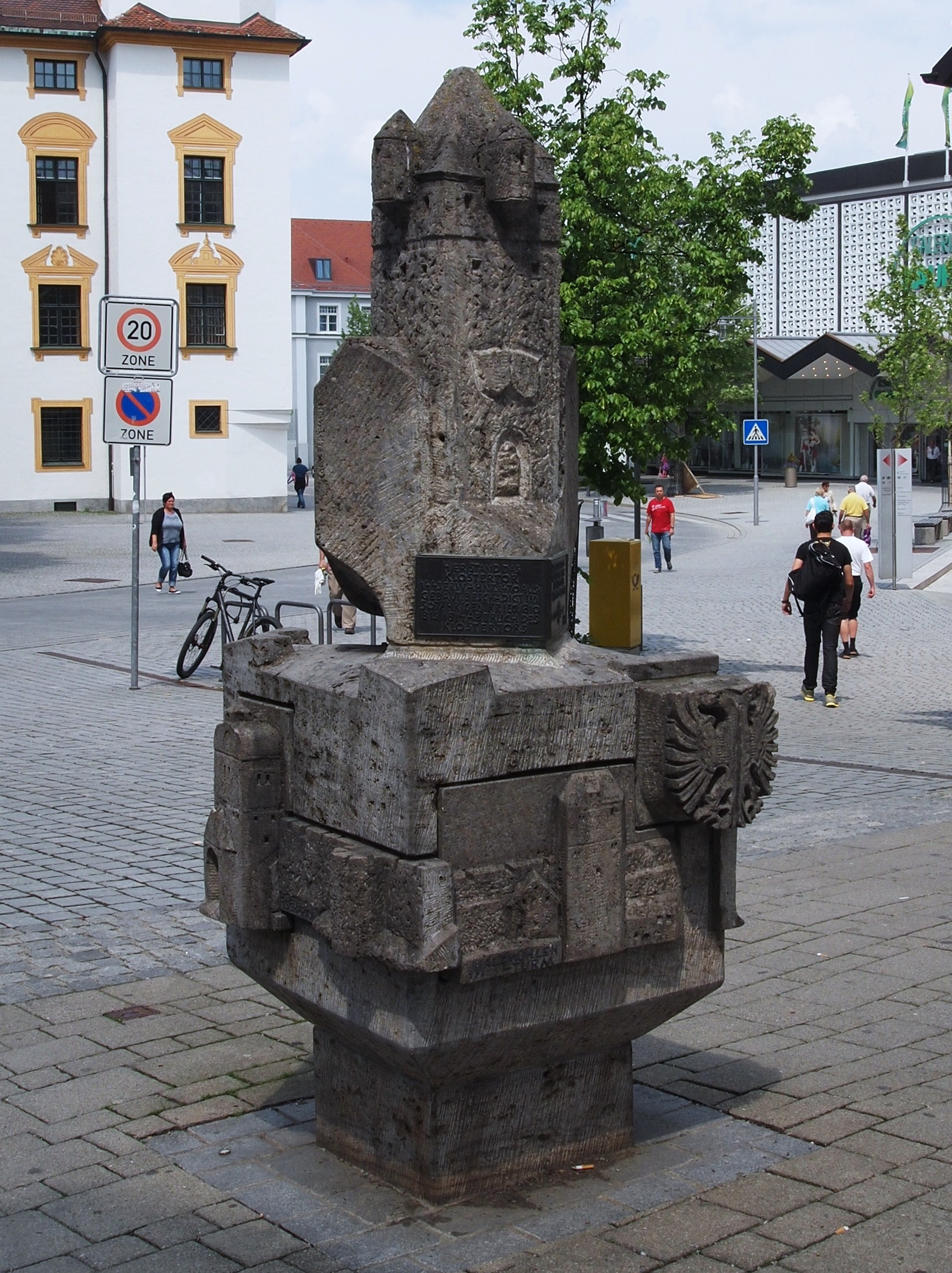
Klostertorsäule in Kempten
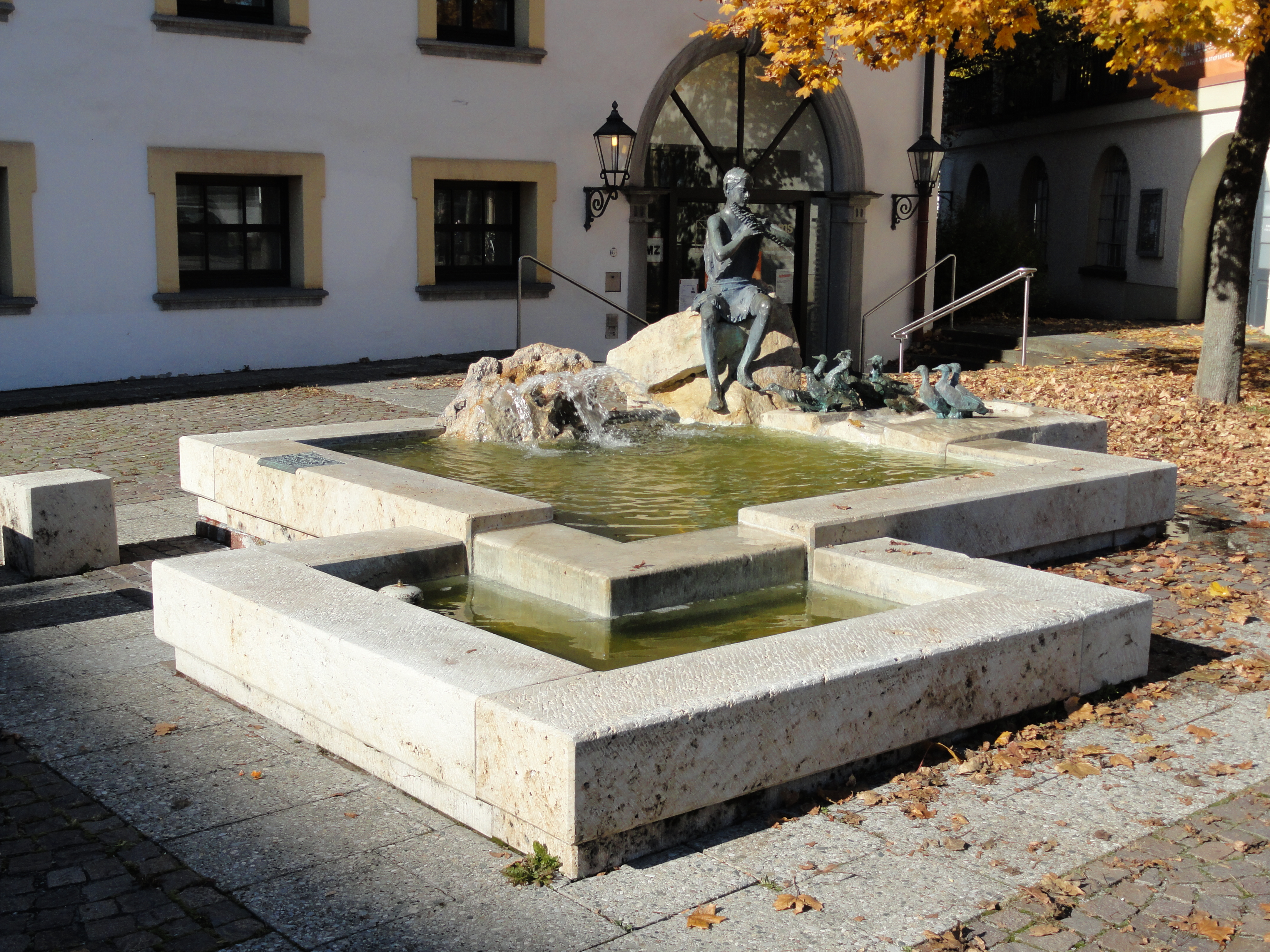
Entenbrunnen in Kempten